# Chaetodon rainfordi
Chaetodon rainfordi е вид бодлоперка от семейство Chaetodontidae. Видът е почти застрашен от изчезване.

## Разпространение и местообитание
Разпространен е в Австралия (Лорд Хау) и Папуа Нова Гвинея.
Обитава крайбрежията на морета и рифове. Среща се на дълбочина от 1 до 15 m, при температура на водата от 26,4 до 27,1 °C и соленост 34,5 – 35,2 ‰.

## Описание
На дължина достигат до 15 cm.
Популацията на вида е намаляваща.